# Elsendorf
Elsendorf je obec v německé spolkové zemi Bavorsko, v zemském okrese Kelheim ve vládním obvodu Dolní Bavorsko. Žije zde přibližně 2 200 obyvatel.

## Geografie

### Sousední obce
| Růžice kompasu |                     | Train Siegenburg | Wildenberg    | Růžice kompasu |
| Růžice kompasu | Aiglsbach           | Sever            | Pfeffenhausen | Růžice kompasu |
| Růžice kompasu | Aiglsbach           | Elsendorf        | Pfeffenhausen | Růžice kompasu |
| Růžice kompasu | Aiglsbach           | Jih              | Pfeffenhausen | Růžice kompasu |
| Růžice kompasu | Mainburg Attenhofen |                  |               | Růžice kompasu |